# Anna d'Assia
Anna d'Assia (Kassel, 26 ottobre 1529 – Meisenheim, 10 luglio 1591) era figlia di Filippo I d'Assia e di Cristina di Sassonia.

## Biografia

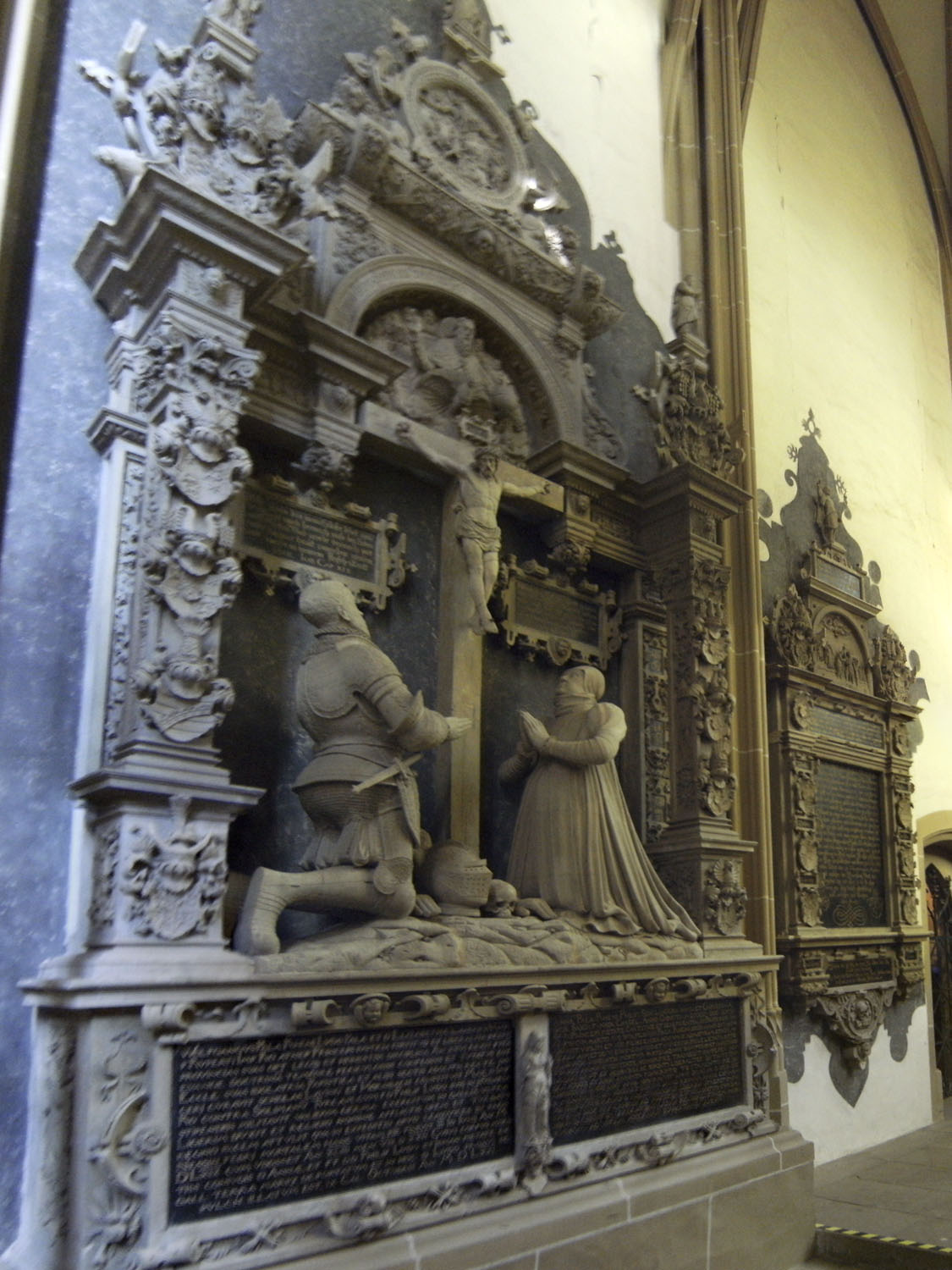
Il monumento funebre di Volfango di Zweibrücken e di Anna d'Assia nella chiesa del castello di Meisenheim

Anna d'Assia è stata principessa del Langraviato d'Assia dalla nascita per proprio diritto e, per matrimonio, Contessa Palatina di Zweibrücken.
Anna era figlia del Langravio del Casato d'Assia Filippo I d'Assia (1501–1567) dal suo matrimonio con Cristina di Sassonia (1505–1549), figlia di Giorgio, Duca di Sassonia.
Ha sposato il 24 febbraio 1544 il Conte Palatino Volfango di Zweibrücken (1526–1569).  Dopo la morte del marito, Anna e suo fratello Guglielmo d'Assia-Kassel ed il cognato Elettore Palatino Ludovico VI accettarono congiuntamente la tutela dei suoi figli. Guglielmo IV fu anche esecutore testamentario del defunto marito Wolfgang.
Verso il 1590, Anna fa costruire il cimitero della chiesa di Sant'Anna a Heidelberg. Nel 1596 in questo cimitero fu eretto un monumento in pietra in suo onore. Quando il cimitero fu chiuso nel 1845, il monumento fu trasferito al cimitero Bergfriedhof.
Anna morì nel 1591 e fu sepolta nella Chiesa luterana del castello di Meisenheim.

## Discendenza
Dal suo matrimonio, Anna ha avuto i seguenti figli:
- Cristina (1546 - 1619)
- Filippo Luigi (1547–1614), Conte Palatino del Palatinato-Neuburg

sposato nel 1574 con la principessa Anna di Cleves (1552-1632)
- Giovanni I (1550–1604), Conte Palatino del Palatinato-Zweibrücken

sposato nel 1579 con la principessa Maddalena di Jülich-Kleve-Berg (1553-1633)
- Dorotea Agnese (1551–1552)
- Elisabetta (1553–1554)
- Anna (1554–1576)
- Elisabetta (1555–1625)
- Ottone Enrico (1556–1604), Conte Palatino del Palatinato-Sulzbach

sposato nel 1582 con la duchessa Dorotea Maria di Württemberg (1559-1639)
- Federico (1557–1597), Conte Palatino del Palatinato-Zweibrücken-Vohenstrauss-Parkstein

sposato nel 1587 con la duchessa Caterina Sofia di Legnica (1561-1608)
- Barbara (1559–1618)

sposata nel 1591 Conte Goffredo di Oettingen-Oettingen (1554-1622)
- Carlo I (1560–1600), Conte Palatino del Palatinato-Zweibrücken-Birkenfeld

sposato nel 1586 con la duchessa Maria Dorotea di Brunswick-Lüneburg (1570-1649)
- Maria Elisabetta (1561–1629)

sposata nel 1585 al Conte Emich XII di Leiningen-Dagsburg-Hardenburg (1562-1607)
- Susanna (1564–1565)

## Ascendenza
|                              |                         |                                   | Genitori                          |  |  | Nonni |  |  | Bisnonni              |  |  | Trisnonni           |  |
|                              |                         |                                   |                                   |  |  |       |  |  | Ludovico II il Franco |  |  | Ludovico I di Assia |  |
|                              |                         |                                   |                                   |  |  |       |  |  | Ludovico II il Franco |  |  | Ludovico I di Assia |  |
|                              |                         | Anna di Sassonia                  |                                   |  |  |       |  |  | Ludovico II il Franco |  |  |                     |  |
| Guglielmo II d'Assia         |                         |                                   |                                   |  |  |       |  |  | Ludovico II il Franco |  |  |                     |  |
|                              |                         | Matilde di Württemberg            | Ludovico I di Württemberg-Urach   |  |  |       |  |  |                       |  |  |                     |  |
|                              |                         | Matilde di Württemberg            | Ludovico I di Württemberg-Urach   |  |  |       |  |  |                       |  |  |                     |  |
|                              |                         | Matilde di Württemberg            | Matilde del Palatinato            |  |  |       |  |  |                       |  |  |                     |  |
| Filippo I d'Assia            |                         | Matilde di Württemberg            |                                   |  |  |       |  |  |                       |  |  |                     |  |
|                              |                         | Magnus II di Meclemburgo-Schwerin | Enrico IV di Meclemburgo-Schwerin |  |  |       |  |  |                       |  |  |                     |  |
|                              |                         | Magnus II di Meclemburgo-Schwerin | Enrico IV di Meclemburgo-Schwerin |  |  |       |  |  |                       |  |  |                     |  |
|                              |                         | Magnus II di Meclemburgo-Schwerin | Dorotea di Brandeburgo            |  |  |       |  |  |                       |  |  |                     |  |
| Anna di Meclemburgo-Schwerin |                         | Magnus II di Meclemburgo-Schwerin |                                   |  |  |       |  |  |                       |  |  |                     |  |
|                              |                         | Sofia di Pomerania-Wolgast        | Eric II di Pomerania-Wolgast      |  |  |       |  |  |                       |  |  |                     |  |
|                              |                         | Sofia di Pomerania-Wolgast        | Eric II di Pomerania-Wolgast      |  |  |       |  |  |                       |  |  |                     |  |
|                              |                         | Sofia di Pomerania-Wolgast        | Sofia di Pomerania-Stolp          |  |  |       |  |  |                       |  |  |                     |  |
| Anna d'Assia                 |                         | Sofia di Pomerania-Wolgast        |                                   |  |  |       |  |  |                       |  |  |                     |  |
|                              | Alberto III di Sassonia | Federico II di Sassonia           |                                   |  |  |       |  |  |                       |  |  |                     |  |
|                              | Alberto III di Sassonia | Federico II di Sassonia           |                                   |  |  |       |  |  |                       |  |  |                     |  |
|                              | Alberto III di Sassonia | Margherita d'Austria              |                                   |  |  |       |  |  |                       |  |  |                     |  |
| Giorgio di Sassonia          | Alberto III di Sassonia |                                   |                                   |  |  |       |  |  |                       |  |  |                     |  |
|                              |                         | Sidonia di Boemia                 | Giorgio di Boemia                 |  |  |       |  |  |                       |  |  |                     |  |
|                              |                         | Sidonia di Boemia                 | Giorgio di Boemia                 |  |  |       |  |  |                       |  |  |                     |  |
|                              |                         | Sidonia di Boemia                 | Cunegonda di Sternberg            |  |  |       |  |  |                       |  |  |                     |  |
| Cristina di Sassonia         |                         | Sidonia di Boemia                 |                                   |  |  |       |  |  |                       |  |  |                     |  |
|                              |                         | Casimiro IV di Polonia            | Ladislao II Jagellone             |  |  |       |  |  |                       |  |  |                     |  |
|                              |                         | Casimiro IV di Polonia            | Ladislao II Jagellone             |  |  |       |  |  |                       |  |  |                     |  |
|                              |                         | Casimiro IV di Polonia            | Sofia Alšėniškė                   |  |  |       |  |  |                       |  |  |                     |  |
| Barbara Jagellona            |                         | Casimiro IV di Polonia            |                                   |  |  |       |  |  |                       |  |  |                     |  |
|                              |                         | Elisabetta d'Asburgo              | Alberto II d'Asburgo              |  |  |       |  |  |                       |  |  |                     |  |
|                              |                         | Elisabetta d'Asburgo              | Alberto II d'Asburgo              |  |  |       |  |  |                       |  |  |                     |  |
|                              |                         | Elisabetta d'Asburgo              | Elisabetta di Lussemburgo         |  |  |       |  |  |                       |  |  |                     |  |
|                              |                         | Elisabetta d'Asburgo              |                                   |  |  |       |  |  |                       |  |  |                     |  |